# Unterseeboot 1406
L'Unterseeboot 1406 ou U-1406 est un sous-marin côtier allemand (U-Boot) de type XVIIB utilisé par la Kriegsmarine pendant la Seconde Guerre mondiale.
Le sous-marin est commandé le 4 janvier 1943 à Hambourg (Blohm & Voss), sa quille posée le 30 octobre 1943, il est lancé le 2 janvier 1945 et mis en service le 8 février 1945, sous le commandement de l'Oberleutnant zur See Werner Klug.
L'U-1406 n'effectue aucune patrouille, par conséquent il n'endommage ni ne coule aucun navire.
Il est sabordé en mai 1945.

## Conception
Unterseeboot type XVII, l'U-1406 avait un déplacement de 312 tonnes en surface et 337 tonnes en plongée. Il avait une longueur hors-tout de 41,45 m, un maître-bau de 4,50 m, une hauteur de 8,80 m et un tirant d'eau de 4,30 m. Le sous-marin était propulsé par une hélice, une turbine Walter de 2 500 ch, un moteur diesel 8 cylindres Deutz SAA 8M517 en ligne de 210 ch et un moteur électrique AEG-Maschine AWT98 77 PS de 76 ch (55 kW). Il était équipé de 62 batteries 26 MAL 570 de 3 240 Ah.
Le sous-marin avait une vitesse en surface de 8,8 nœuds (16,3 km/h) et une vitesse de 5,5 nœuds (10,1 km/h) ou 25 nœuds (46,3 km/h) en plongée suivant le système de propulsion choisi. Immergé, il avait un rayon d'action de 150 milles marins (241 km) à 20 nœuds (37 km/h). En surface, son rayon d'action était de 3 000 milles nautiques (4 828 km) à 8 nœuds (15 km/h).
L'U-1406 était équipé de deux tubes lance-torpilles de 533 mm AV (longueur de 5 mètres) et embarquait quatre torpilles. Sa capacité de gasoil était de 20 tonnes et 55 tonnes de H2O2. Son équipage comprenait 3 officiers et 16 sous-mariniers.

## Historique
Il suit sa période d'entraînement à la 8. Unterseebootsflottille basé à Danzig et dans la 5. Unterseebootsflottille à Kiel jusqu'à son sabordage.
Le submersible reste à Rensburg, à l'extrémité nord du canal de Kiel, comme bateau expérimental jusqu'à fin avril 1945. Le 1er mai 1945, l'U-1406 et l'U-1407 quittent Rensburg pour Cuxhaven et y arrivèrent, le 3 mai.
Conformément aux ordres reçus, les deux U-Boote se rendent le 5 mai 1945 à 8 heures du matin à Cuxhaven, en Allemagne, dans la zone d'occupation britannique. Leurs équipages sont internés dans un camp en dehors de la ville. Le 6 mai, ils sont remorqués au New Fishery Haven dans le port de Cuxhaven, où tous les U-Boote capturés sont placés sous la responsabilité de deux navires d'escorte britanniques. Ces derniers sont amarrés aux côtés des U-1406 et U-1407 afin de s'assurer qu'aucune personne non autorisée ne puissent accéder aux U-Boote. Dans la nuit du 6 au 7 mai, l'Oberleutnant zur See Gerhard Grumpelt, qui n'était membre ni de l'équipage de l'U-1406 ni de l'U-1407, étant hébergé dans l'un des deux navires de garde, monte à bord des U-Boote et les saborde en ouvrant les bouches d'aération principales et les vannes d'inondation. À la suite de cette action, Grumpelt est traduit en cour martiale ; accusé de crime de guerre, en violation des lois et usages de la guerre, déclaré coupable, il est condamné le 8 mars 1946 à sept années d'emprisonnement.
Le 15 septembre 1945, l'U-1406 est renfloué puis transporté aux États-Unis sur le pont du navire américain Shoemaker. Il atteint Portsmouth Naval Shipyard, le 11 octobre 1945.
Le submersible n'est pas remis en service ; il est démoli dans le port de New York en mai 1948. Seul son système de propulsion est utilisé pour des essais menés par la Marine américaine.

## Affectations
- 8. Unterseebootsflottille du 8 février 1945 au 15 février 1945 (période de formation).
- 5. Unterseebootsflottille du 16 février 1945 au 5 mai 1945 (période de formation).

## Commandement
- Oberleutnant zur See Werner Klug du 8 février 1945 au 5 mai 1945.